# پائولو دی کاروالیو
پائولو دی کاروالیو (به انگلیسی: Paulo de Carvalho) (زاده ۱۵ می ۱۹۴۷) خواننده پرتغالی است.
او نماینده پرتغال در یوروویژن ۱۹۷۴ و یوروویژن ۱۹۷۷ بود.